# エクアドル海軍

エクアドル海軍

エクアドル海軍（西：Armada Ecuatoriana）はエクアドルの海軍。

## 歴史
1832年、大コロンビアからの独立に伴い、海軍部が設立された。今日のエクアドル海軍はバランスの取れた編成をとっているが、予算上の制約は厳しく、大規模に発展する可能性は低い。

## 組織
海軍総司令官（Comandante General de Marina）の下、以下の職位・組織がある。2011年現在、総員7,283名。この内には海兵隊や沿岸警備隊も含む。2007年時点で現役兵総員5,500人。
- ペトロエクアドル総裁（Presidente Ejecutivo de Petroecuador）
- 海軍社会保障院長（Director del Instituto de Seguridad Social de las Fuerzas Armadas）
- 海軍参謀総長（Jefe del Estado Mayor de la Armada）

### 中央組織
- 海軍総司令部（Comandancia de Marina）
- 海軍参謀本部（Estado Mayor de la Armada）
- 海軍監査部（Inspectoría General de la Armada）
- 海軍官房（Secretaría General de la Armada）
- 情報局（Direccion de Inteligencia）
- 海軍作戦集団（Comando de Operaciones Navales）
- 海洋権益総局（Direccion General de Interéses Marítimos）
  - 海洋学研究所（Instituto Oceanográfico）
  - 海洋保護事務局（Secretaría de Protección Marina）
  - 硝石上級管理局（Superintendencia de Salitral）
- 資材総局（Direccion General del Material）
- 人事総局（Direccion General de Personal）
  - 個人情報協議会（Consulta de Datos Personales）
  - 保健局（Direccion de Sanidad）
- 教育総局（Direccion General de Educacion）
  - 海軍大学校（Academia de Guerra）
  - 海軍技術センター（Centro Tecnológico Naval）
  - 水上艦学校（Escuela de Superficie）
  - 潜水艦学校（Escuela de Submarinos）
  - 補給学校（Escuela de Abastecimiento）
  - 海軍上級学校（Escuela Superior Naval）
  - マンタ海軍中学校（Liceo Naval de Manta）
  - グアヤキル海軍中学校（Liceo Naval Guayaquil）
  - エスメラルダス海軍中学校（Liceo Naval de Esmeraldas）
- 沿岸警備水上権益総局（Direccion General de Espacios Acuaticos y Guardacostas）
- 会計総局（Direccion General de Finanzas）

### 海軍管区
- 第1海軍管区 太平洋沿岸とガラパゴス諸島を管轄する
- 第2海軍管区 キト周辺を管轄する
- 第3海軍管区 アマゾン地方を管轄する

### 海軍航空隊
人員250名から成る。
- 第100航空隊
- 第300航空隊
- グアヤキル海軍航空発着場（Estacion Aeronaval Guayaquil）
- 航空学校

### 海兵隊
1962年11月設立。人員1,700名から成る 。
- 第11海兵大隊「エスメラルダス」
- 第12海兵大隊「サン・ロレンソ」
- ハラミホ歩兵大隊（Batallon de Infanteria Jaramijo）
- 海兵歩兵学校

### 沿岸警備隊
沿岸警備水上権益総局（Direccion General de Espacios Acuaticos y Guardacostas）が海軍内の沿岸警備隊的活動を行なう部局として設けられている。
人員270名、船艇11隻から成る。

## 階級
| 士官           |                     |      |
| 海軍大将       | Almirante           | OF-9 |
| 海軍中将       | Vicealmirante       | OF-8 |
| 海軍少将       | Contralmirante      | OF-7 |
| 海軍大佐       | Capitán de Navío    | OF-5 |
| 海軍中佐       | Capitán de Fragata  | OF-4 |
| 海軍少佐       | Capitán de Corbeta  | OF-3 |
| 海軍大尉       | Teniente de Navío   | OF-2 |
| 海軍中尉       | Teniente de Fragata | OF-1 |
| 海軍少尉       | Alférez de Fragata  | OF-1 |
| 士官候補生     | Guardiamarina       | OF-D |
| 下士官         |                     |      |
| 最先任上等兵曹 | Suboficial mayor    | OR-9 |
| 上級上等兵曹   | Suboficial primero  | OR-9 |
| 上等兵曹       | Suboficial segundo  | OR-8 |
| 1等兵曹        | Sargento Primero    | OR-7 |
| 2等兵曹        | Sargento segundo    | OR-5 |
| 兵卒           |                     |      |
| 水兵長         | Cabo primero        | OR-4 |
| 1等水兵        | Cabo segundo        | OR-3 |
| 2等水兵        | Marinero            | OR-1 |

## 主要基地・施設
- Guayaquil - 主要軍港
- Jaramijo
- San Cristobal
- Esmeraldas

## 装備

### 艦艇
2011年6月現在。『Jane's Fighting Ships 2011-2012』より。
過去に就役した艦艇については「エクアドル海軍艦艇一覧」を参照。
通常動力型潜水艦
- 209/1300型×2

シリ（S101 Shyri） - 1977年
ウアンカビーカ（S102 Huancavilca） - 1978年
フリゲート
- 旧・チリ コンデル級（英語版、スペイン語版）×2

プレシデンテ・アルファロ（FM01 Presidente Alfaro） - 2008年再就役
モラン・バルベルデ（FM02 Moran Valverde） - 2008年再就役
コルベット
- エスメラルダス級×6

エスメラルダス（CM11 Esmeraldas） - 1982年
マナビ（CM12 Manabi） - 1983年
ロス・リオス（CM13 Los Rios） - 1983年
（CM14 El Oro） - 1983年
（CM15 Los Galapagos） - 1984年
（CM16 Loja） - 1984年
ミサイル艇
- キト級ミサイル艇（リュールセン45型）×3

キト（LM21 Quito） - 1976年
グアヤキル（LM23 Guayaquil） - 1977年
クエンカ（LM24 Cuenca） - 1977年
測量艦
- オリオン（BI91 Orion） - 1982年

調査艇
- リゲル（LH94 Rigel） - 1975年

練習帆船
- グアヤス（BE91 Guayas） - 1977年

油槽船
- （TR65 Taurus） - 1985年

運送船
- カリクチマ（TR62 Calicuchima） - 1977年

給水船
- アタワルパ（TR63 Atahualpa） - 1971年
- キスキス（TR64 Quisquis） - 1968年

浮ドック
- Ard 12型×2

（DF82 Rio Napo） - 1944年
（DF83 Rio Orellana） - 1944年
航洋曳船
- チンボラソ（RA70 Chimborazo） - 1945年

港内曳船
- 各型×5

（RB72 Sangay）、（RB73 Cotopaxi）、（RB75 Iliniza）、（RB76 Altar）、（RB78 Quilotoa）

### 沿岸警備隊
2011年6月現在。『Jane's Fighting Ships 2011-2012』より。
巡視艇
- イスラ・フェルナンディーナ級×3

イスラ・フェルナンディーナ（LG39 Isla Fernandina） - 2006年
イスラ・エスパノーラ（LG40 Isla Espanola） - 2006年
イスラ・サンサルバドル（LG41 Isla San Salvador） - 2006年
- マンタ（Manta）級×2

イスラ・デ・ラプラタ（LG37 Isla de la Plata） - 1971年
イスラ・サンタクララ（LG38 Isla Santa Clara） - 1971年
- エスパーダ（Espada）級×2

イスラ・サンタロサ（LG35 Isla Santa Rosa） - 1991年
イスラ・プナ（LG36 Isla Puna） - 1991年
- ポイント（Point）級×1

イスラ・セイモール（LG32 Isla Seymor） - 1967年
- PGM-71型×1

イスラ・イサベラ（LG31 Isla Isabela） - 1965年
- ディエス・デ・アゴスタ（10 de Agosto）級×2

イスラ・サンタクルス（LG33 Isla Santa Curz） - 1954年
イスラ・サンクリストバル（LG34 Isla San Cristobal） - 1955年
河川警備艇
- Swiftship型×2

リオ・ブスメラルダス（LG121 Rio Bsmeraldas） - 1992年
リオ・サンティアゴ（LG122 Rio Santiago） - 1992年
- リオ・プジャンゴ級×6

リオ・プジャンゴ（LG111 Rio Puyango） - 1986年
リオ・マタヘ（LG112 Rio Mataje） - 1986年
リオ・サルミリャ（LG113 Rio Zarumilla） - 1988年
リオ・チョネ（LG114 Rio Chone） - 1988年
リオ・ダウレ（LG115 Rio Daule） - 1988年
リオ・ババオージョ（LG116 Rio Babahoyo） - 1988年
- Piraña型×4

LG131-134
高速艇
- Napo型×3

LG151-153
- Rinker型×2

LG191-192
- Albatros型×2

LG63-64
- リオ・ベルデ級

リオ・ベルデ（LG611 Rio Velde） - 2008年
リオ・ブルブル（LG612 Rio Bulu Bulu） - 2008年
リオ・マカラ（LG613 Rio Macara） - 2008年
リオ・ジャグアチ（LG614 Rio Yaguachi） - 2008年
リオ・クナル（LG615 Rio Cunar） - 2008年
リオ・サンミゲル（LG616 Rio San Miguel） - 2008年
リオ・キニンデ（LG617 Rio Quininde） - 2008年
リオ・カタマージョ（LG618 Rio Catamayo） - 2008年
- アルバトロス1100型×1

リオ・フボネス（LG-601 Rio Jubones） - 2008年
- アルバトロス830型×3

リオ・コアンゴス（LG-161 Rio Coangos） - 2008年
リオ・ムイスネ（LG-162 Rio Muisne） - 2008年
リオ・タンガレ（LG-163 Rio Tangare） - 2008年
- アルバトロス730型×4

リオ・テナ（LG-171 Rio Tena） - 2008年
リオ・プジョ（LG-172 Rio Puyo） - 2008年
リオ・ポルトビエホ（LG-173 Rio Portoviejo） - 2008年
リオ・マンタ（LG-174 Rio Manta） - 2008年
- アルバトロス630型

リオ・サモタ（LG-181 Rio Zamota） - 2008年
リオ・パロラ（LG-182 Rio Palora） - 2008年

### 航空機
固定翼機
- エナエル T-35B ピラン×3[3]
- ビーチ200T キングエア×2[3]
- ビーチ200 キングエア×1[3]
- ビーチ300 カットパス・キングエア×1[3]
- ビーチ300 キングエア×1[3]
- CASA CN-235-100×1[3]
- CASA CN-235-300M×1[3]
- IAI ヘロン ×2[3]
- IAI サーチャー MkII×2[3]

回転翼機
- ベル230×1[3]
- ベル206A×3[3]
- ベル206B×3[3]
- ベル430×2[3]

## 旗

国旗・軍艦旗
海軍用国籍旗